# 杰克·伦纳德·洛克
杰克·伦纳德·洛克（Jack Leonard Rocker，1922年8月12日—2010年11月27日），是美国篮球协会（BAA）费城勇士队的美国职业篮球运动员。他在加利福尼亚金熊队打过大学篮球，并于1947年入选太平洋十二校聯盟男子籃球最佳陣容列表（PCC）。后来，洛克在1947-1948年为勇士队效力了一个赛季。

## BAA职业联赛统计

### 常规赛
| 年      | 球队 | GP | FG％ | FT％  | APG | PPG |
| ------- | ---- | -- | ---- | ----- | --- | --- |
| 1947–48 | 费城 | 9  | .364 | 1.000 | .3  | 1.9 |
| 事业    | 事业 | 9  | .364 | 1.000 | .3  | 1.9 |